# Ліннамяе (Ляене-Ніґула)
Лі́ннамяе (ест. Linnamäe küla) — село в Естонії, у волості Ляене-Ніґула повіту Ляенемаа.

## Населення
Чисельність населення на 31 грудня 2011 року становила 389 осіб.

## Географія
Через село проходять автошляхи 17 (Кейла — Хаапсалу) та 11230 (Гар'ю-Рісті — Ріґулді — Винткюла).

## Історія
До 27 жовтня 2013 року село входило до складу волості Ору й було її адміністративним центром.